# Дерк Буррігтер
Дерк Буррігтер (нід. Derk Boerrigter, нар. 16 жовтня 1986, Олдензал) — нідерландський футболіст, фланговий півзахисник клубу «Селтік».

## Клубна кар'єра

### Ранні роки
Народився 16 жовтня 1986 року в місті Олдензал. У Дерка є також старший і молодший брати. Футболом Буррігтер почав займатися у віці п'яти або семи років в юнацькій команді клубу «Квік '20» з рідного міста. У віці 12 років, після перегляду в клубі «Твенте», був узятий в юнацьку команду цього клубу, а вже через два роки Бурригтер отримав виклик у юнацьку збірну Нідерландів до 15 років.
У 2005 році Дерком зацікавився ПСВ та «Аякс», а також кілька німецьких клубів, але зрештою футболіст вирішив перейти в «Аякс». 7 травня підписав з амстердамцями контракт на два роки, і після річної перерви приєднався до молодіжного складу «Аякса», чиїм головним тренером тоді був Джон ван ден Бром. У складі молодіжки «Аякса» Дерк брав участь у розіграші Кубку Нідерландів сезону 2005/06, хоча за молодіжний склад виступали також і досвідчені футболісти, такі як Янніс Анастасиу, Ганс Вонк, Хуанфран та інші. Наприкінці жовтня 2005 року Дерк і ще кілька молодих гравців були переведені до основного складу. У Кубку Нідерландів молодіжний склад зміг дійти до 1/16 фіналу кубка, а основний зміг дійти до фіналу, в якому «Аякс» з рахунком 2:1 обіграв ПСВ. Сам же Буррігтер був на лаві запасних у декількох іграх основної команди, проте так і не дебютував за основну команду.

### «Гарлем»
У кінці січня 2007 року керівництво «Аякса» вирішило віддати 20-річного Буррігтера в оренду на пів року в клуб «Гарлем», який виступав у Еерсте-Дивізі. За «Гарлем» Дерк дебютував 2 лютого у домашньому матчі проти «Апелдорна», Буррігтер вийшов на заміну на 70-й хвилині, замінивши нападника Марвіна Вейкса. Матч завершився внічию з рахунком 1:1. У восьми матчах за «Гарлем» Дерк забив лише один гол, а також отримав одну жовту картку. Контракт Дерка з «Аяксом» закінчувався 1 липня 2007 року, проте керівництво амстердамців не стало продовжувати угоду з гравцем.

### «Зволле»

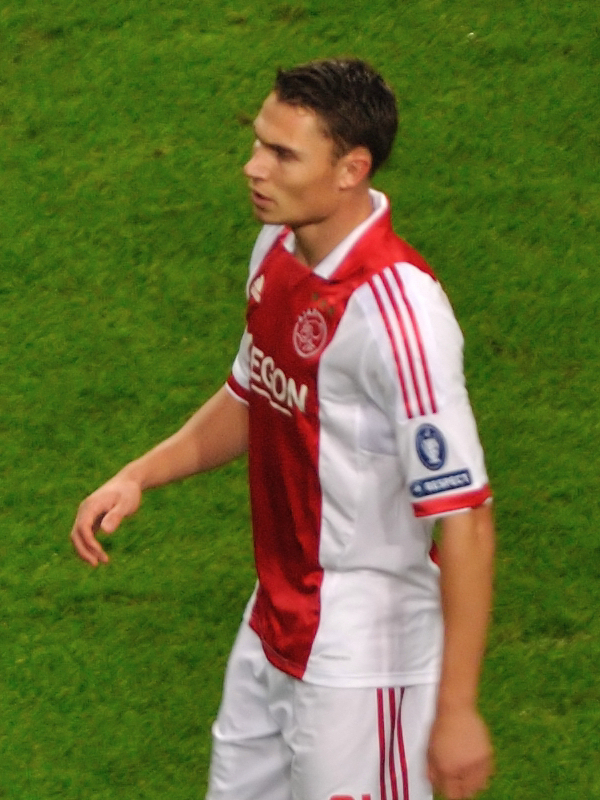
Бурригтер в «Аяксі», вересень 2011

Ставши вільним агентом, Дерк підписав дворічний контракт з іншим клубом з Еерсте-Дивізі «Зволле». У складі цього клубу Буррігтер дебютував 10 серпня у гостьовому матчі чемпіонату проти «Гарлема» (1:1). Лише через два місяці Дерку вдалося забити перший гол за «Зволле», в матчі проти «Апелдорна», який відбувся в 12 жовтня, команда Буррігтера розгромила гостей з рахунком 5:0. У дебютному сезоні за клуб Дерк забив лише 3 голи в 32 матчах чемпіонату, за підсумками якого, «Зволле» зайняв четверте місце, проте в плей-оф програв «Де Графсхапу» і не підвищився у класі.
Другий сезон в команді для Дерка видався більш вдалим, хоча після початку чемпіонату Буррігтер не забивав понад два місяці. Всього за 31 матч чемпіонату Буррігтер забив вісім голів і віддав шість результативних передач. По забитих м'ячах у клубі Дерк розділив перше місце з Дейвом Геймансом, у якого також було на рахунку вісім забитих м'ячів у  31 матчі.

### «Валвейк»
У квітні 2009 року керівництво «Зволле» почало вести переговори про продовження контракту з Буррігтером, і ще з кількома гравцями у яких закінчувався контракт з клубом. У підсумку «Зволле» так і не зміг підписати новий контракт з Дерком і він в статусі вільного гравця на початку червня підписав дворічний контракт з «Валвейком».
У Ередивізі Буррігтер дебютував 1 серпня 2009 року, в домашньому матчі проти «Утрехта» (0:1), Дерк відіграв у матчі 73 хвилин, після яких його замінили на нападника Фреда Бенсона. У перших семи матчах чемпіонату за участю Буррігтера його команда незмінно програвала, в тому числі і його колишнім командам — «Аяксу» і «Твенте». Лише у восьмому турі чемпіонату у матчі проти «Роди», «Валвейк» домігся першої перемоги в сезоні, обігравши суперника з рахунком 4:1. Один з м'ячів був на рахунку Буррігтера, Дерк відзначився голом на 56-й хвилині, а на 73-їй він був замінений на Фреда Бенсона, який також відзначився забитим м'ячем.
19 грудня «Валвейк» несподівано завдав поразки роттердамській «Спарті», обігравши її на своєму полі з рахунком 4:1. Вже до 25-ї хвилини «Валвейк» вів 2:0, обидва м'ячі були на рахунку Буррігтера, який забив свій перший дубль у кар'єрі. Для Дерка і його команди ця перемога стала четвертою у сезоні, але клуб продовжував залишатися на останньому місці в чемпіонаті.
В кінці березня 2010 року «Валвейк» вирішив скористатися опцією в контракті Буррігтера і продовжити з ним контракт ще на два сезони, до 2012 року. До кінця сезону на рахунку Дерка було сім забитих голів у 31 матчі чемпіонату, саме він і став найкращим бомбардиром своєї команди, яка за підсумками сезону посіла останнє місце і покинула елітний дивізіон Нідерландів. У наступному сезоні 2010/11 Буррігтер забив 18 голів у 33 матчах Еерсте-Дивізі й допоміг їй зайняти перше місце та повернутись до еліти.

### «Аякс»
31 травня 2011 року 24-річний Дерк Буррігтер підписав трирічний контракт з амстердамським «Аяксом». Дебютував за рідний клуб 30 липня 2011 року в матчі за Суперкубок Нідерландів проти «Твенте», який амстердамці програли 1:2, замінивши на 66-й хвилині Колбейнна Сігторссона. У своєму першому матчі за «Аякс» в чемпіонаті Буррігтер забив свій перший гол і допоміг розгромити «Де Графсхап» (4:1). Він продовжив хороший старт голами у ворота «Геренвена», «Вітессе», «Роди» та «Динамо» (Загреб) в груповому етапі Ліги чемпіонів, який став для нього дебютним у єврокубках. Проте через травму спини Буррігтер грав нерегулярно, провівши лише 17 матчів за Аякс в чемпіонаті, в яких забив сім голів і допоміг команді здобути 31-й титул чемпіонат країни. В наступному сезоні Дерк грав регулярно, провівши 30 матчів в чемпіонаті, але забив ще менше — лише 5 голів, хоча і став з командою чемпіоном Нідерландів та володарем Суперкубка Нідерландів.

### «Селтік»
29 липня 2013 року Буррігтер пройшов медичне обстеження у шотландському «Селтіку» і узгодив з клубом умови особистого чотирирічного контракту. Дерк став десятим нідерландським футболістом в історії «Селтіка», сума трансферу склала понад 3,5 млн євро. У шотландській Прем'єр-лізі нападник дебютував 3 серпня в матчі першого туру з клубом «Росс Каунті», проте до кінця матчу Буррвгтер не дограв через травму — на 39 хвилині першого тайму його замінив Тоні Вотт. Свій перший гол за «Селтік» забив 23 листопада 2013 року у ворота «Абердіна» (3:1). Тим не менш, через травми досить рідко виходив в матчах основної команди. Наразі встиг відіграти за команду з Глазго 16 матчів в національному чемпіонаті.

## Виступи за збірну
2011 року отримав виклик до національної збірної Нідерландів на товариські матчі проти збірної Швейцарії та Німеччини у листопаді, але через травму спини футболіст був відправлений з табору збірної й замість нього був взятий Рой Беренс.

## Титули та досягнення
- Чемпіон Нідерландів (2):

«Аякс»: 2011-12, 2012-13
- Володар Суперкубка Нідерландів (1):

«Аякс»: 2013
- Чемпіон Шотландії (2):

«Селтік»: 2013-14, 2014-15
- Володар Кубка шотландської ліги (1):

«Селтік»: 2014-15